# Mary Gouveia
Maria José Fidelis Moura Gouveia, mais conhecida como Mary Gouveia (Amaraji, 13 de abril de 1965) é uma política brasileira filiada ao Partido Liberal. Atualmente, exerce o primeiro mandato de prefeita do município de Escada (PE). 

## Carreira
Em 2010, foi eleita deputada estadual pelo PHS.
Por ocasião da reeleição do seu esposo para prefeito em 2008, trabalhou na Secretaria de Planejamento e Gestão.
No ano de 2010, foi eleita com 33.032 votos, deputada estadual na Assembleia Legislativa do Estado de Pernambuco.
Como deputada estadual, criou o projeto de Lei 1321/2013, aprovado pelo governador Eduardo Campos, Lei 15.083/2013, garantindo às mulheres informação sobre seus direitos, através de divulgação da Lei Maria da Penha nos locais públicos do Estado.
Em 2016, disputou a prefeitura de Escada pela primeira vez, sendo derrotada por uma diferença de 200 votos pelo candidato a reeleição, Lucrécio Gomes. Em 2020, disputou novamente a prefeitura de Escada pelo Partido Liberal, desta vez com êxito.